# Алексино (Рузский городской округ)
Але́ксино — деревня в Рузском районе Московской области России. Расположена рядом с автодорогой Дорохово (Рузский район) — Кожино (Рузский район). Входит в состав сельского поселения Дороховское.

## Достопримечательности
Церковь Покрова Пресвятой Богородицы

## Транспортная система

### Железнодорожное сообщение
Южнее Алексина, в 2,17 км от центра деревни расположена ж/д платформа «Партизанская». Она является ближайшим к Алексино остановочным пунктом Смоленского направления МЖД.
До Москвы на электропоезде (со всеми остановками) ≈ 1 часа 50 минут

### Автобусы
Автобусы, идущие через Алексино ходят до:
- Дорохово (Рузский район)
- Можайска
- Кожино (Рузский район) (проходит через Лыщиково, Марьино (Рузский район), Еськино)

## Население
| 2002 | 2006 | 2010 |
| ---- | ---- | ---- |
| 6    | ↗9   | ↘4   |

 2024 год 18 человек